# پنتاکس کا۲۰۰دی

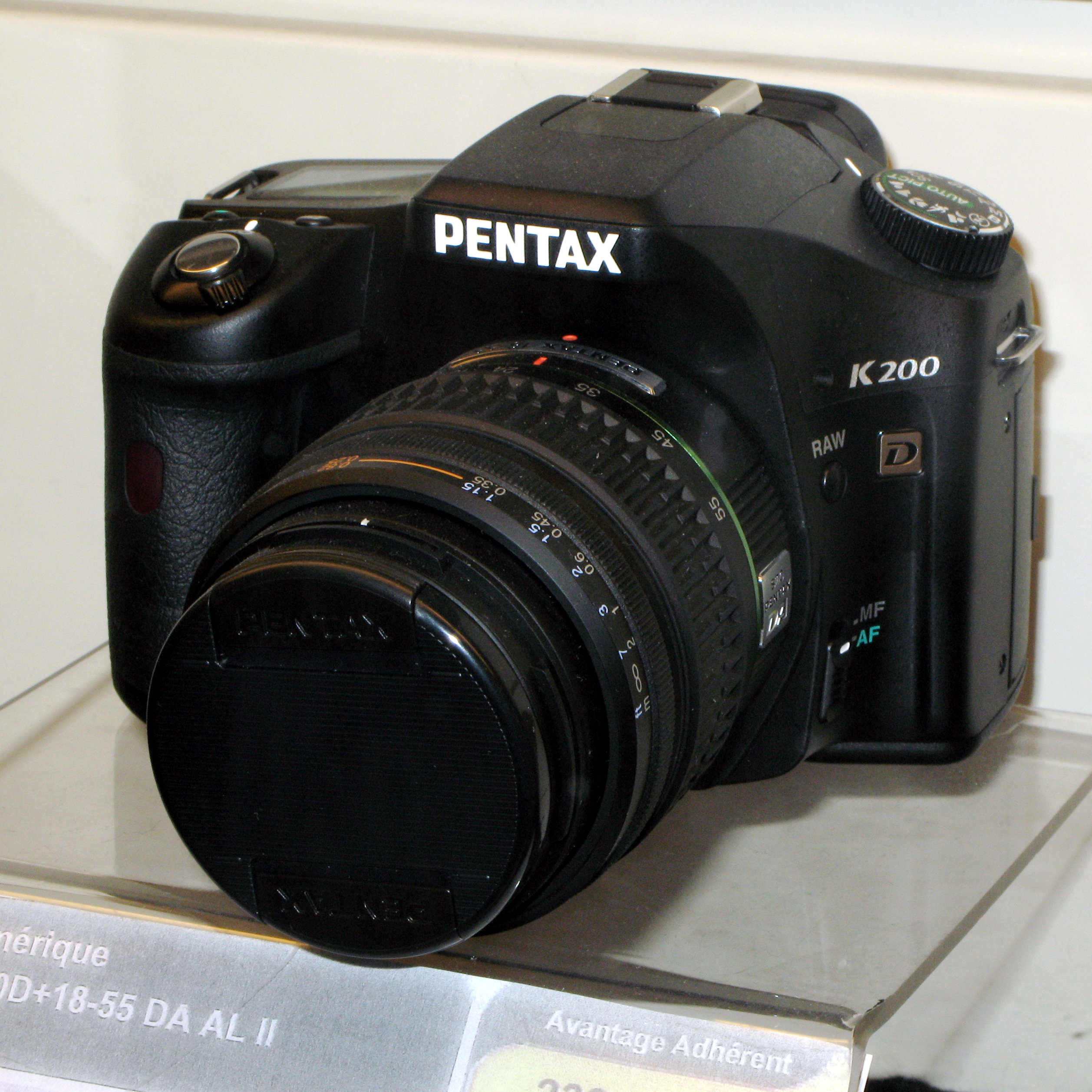
پنتاکس کا۲۰۰دی

پنتاکس کا۲۰۰دی (به انگلیسی: Pentax K200D) یک دوربین عکاسی ساخت شرکت پنتاکس است.